# Jakub Haberfeld

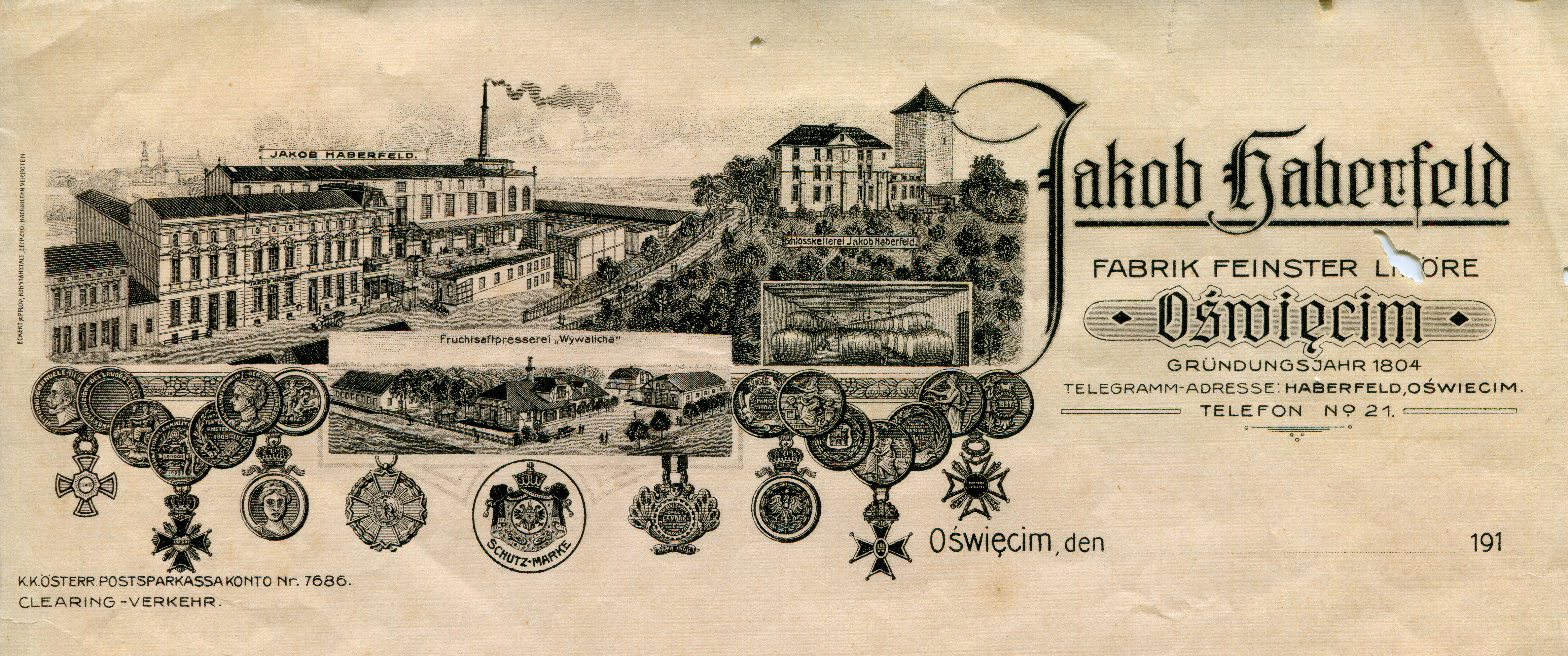
Rycina z winiety dokumentu firmowego Jakuba Haberfelda, przedstawiająca fabrykę i dom rodzinny wraz z innymi zabudowaniami wchodzącymi w skład własności rozlewni na terenie Oświęcimia (Zamek Oświęcimski i restauracja „Wywalicha”).

Jakub Haberfeld (pisownia oryginalna: Jakób Haberfeld lub Jakob Haberfeld) – jedna z najstarszych na terenie kraju fabryka alkoholi otwarta w 1804 roku w Oświęcimiu – fabryka wódek i likierów. Firma reaktywowana w czerwcu 2019 roku w ścisłej współpracy z Fundacją Rodziny Nissenbaumów.

## Historia
Rodzina Haberfeldów osiedliła się w Oświęcimiu w 2 połowie XVIII w. Syn Simona i Jachety, Jakub, założył w roku 1804 Parową Fabrykę Wódek i Likierów w Oświęcimiu na tzw. Podzamczu. W późniejszym czasie jej przypisany adres to ulica Kolejowa 9 (według innych źródeł ulica Sobieskiego 84). Po jego śmierci rodzinny interes odziedziczył jego syn, także Jakub (1839–1904). W 1906 roku jako właściciel fabryki wymieniany jest Emil Haberfeld. Umierając w 1925 r. zapisał cały swój majątek synowi Alfonsowi.

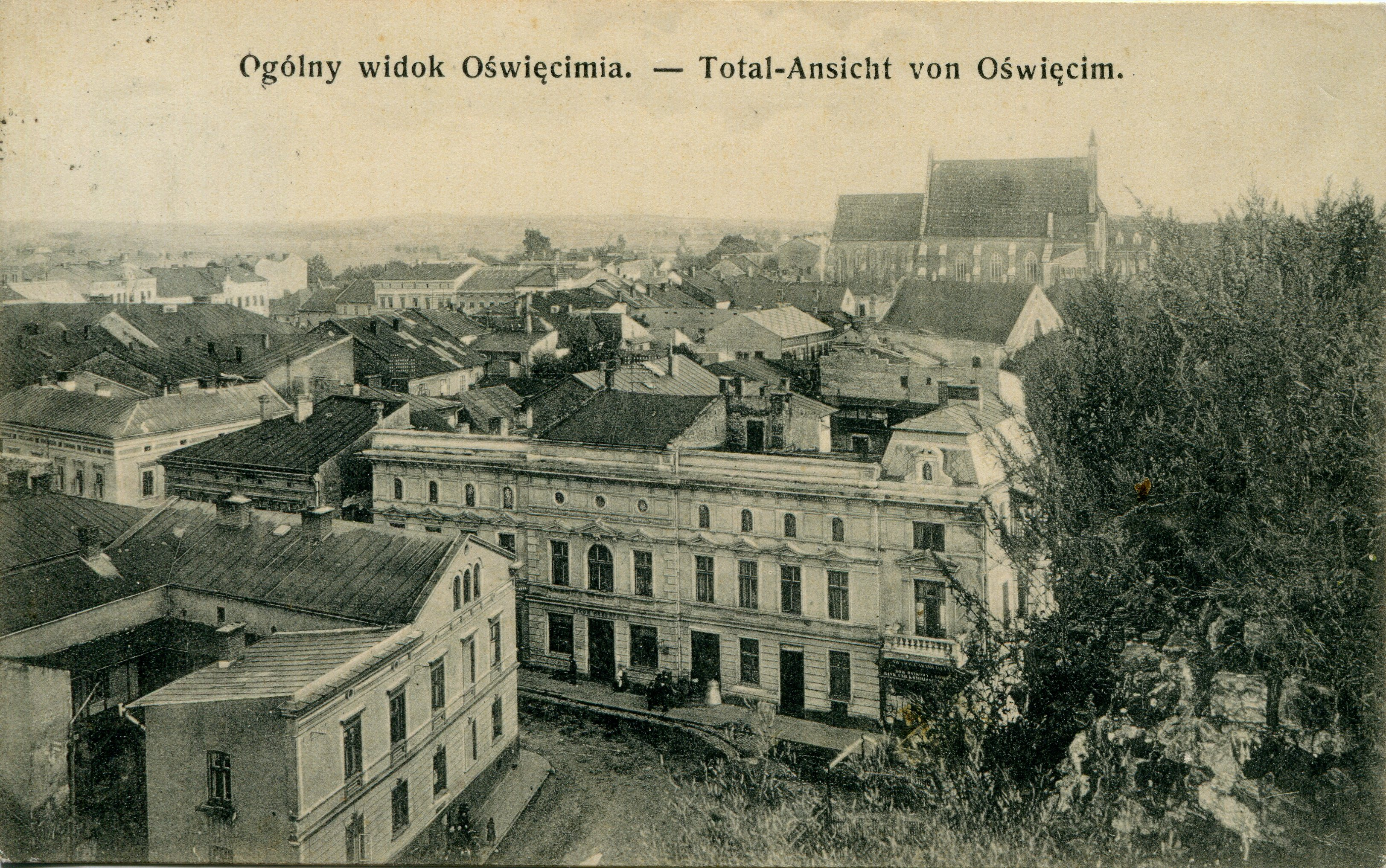
Karta pocztowa z 1908 r. Na pierwszym planie kamienica rodziny Haberfeldów, mieszcząca się tuż obok zabudowań fabrycznych.

Na przełomie XIX i XX wieku fabryka rozlewała piwo dla browaru Jana Götza w Okocimiu. Od ok. 1906 roku, aż do końca okresu XX-lecia międzywojennego, pełniła funkcję reprezentanta browaru Żywieckiego. Początkiem XX wieku fabryka poszerzyła zabudowania. Uzyskano m.in. pomieszczenia w wykupionym przez rodzinę od miasta, zamku Oświęcimskim. Utworzono tam głównie magazyny.
W okresie I Wojny światowej fabryka produkowała wódkę dla wojska austriackiego, która stanowiła część wyposażenia żołnierza. Trunek ten nosił nazwę „Kaizerschutze” (Cesarski strzelec). Fabryka posiadała również skład i sprzedaż wyrobów w Kętach, który prowadził p. Hoffmann oraz skład w Krakowie. Haberfeld miał również wielu akwizytorów, którzy reklamowali jego wyroby. Na przykład na Śląsku był nim Franciszek Kehl.
W sierpniu 1939 roku Alfons Haberfeld z żoną Felicją uczestniczyli w Wystawie Światowej w Nowym Jorku, prezentując swoje produkty w ramach polskiego pawilonu. W drodze powrotnej, w chwili wybuchu II wojny światowej, statek został zatrzymany i skierowany do Szkocji, uniemożliwiając im powrót do okupowanej przez Niemców Polski. Podczas Zagłady zginęła m.in. ich córka Franciszka Henryka. Alfons i Felicja wrócili do USA. W roku 1952 wraz z innymi ocalonymi z Zagłady założyli w Los Angeles organizację pod nazwą Club 1939. Oboje zmarli w Los Angeles, Alfons w roku 1970, a Felicja 2010.

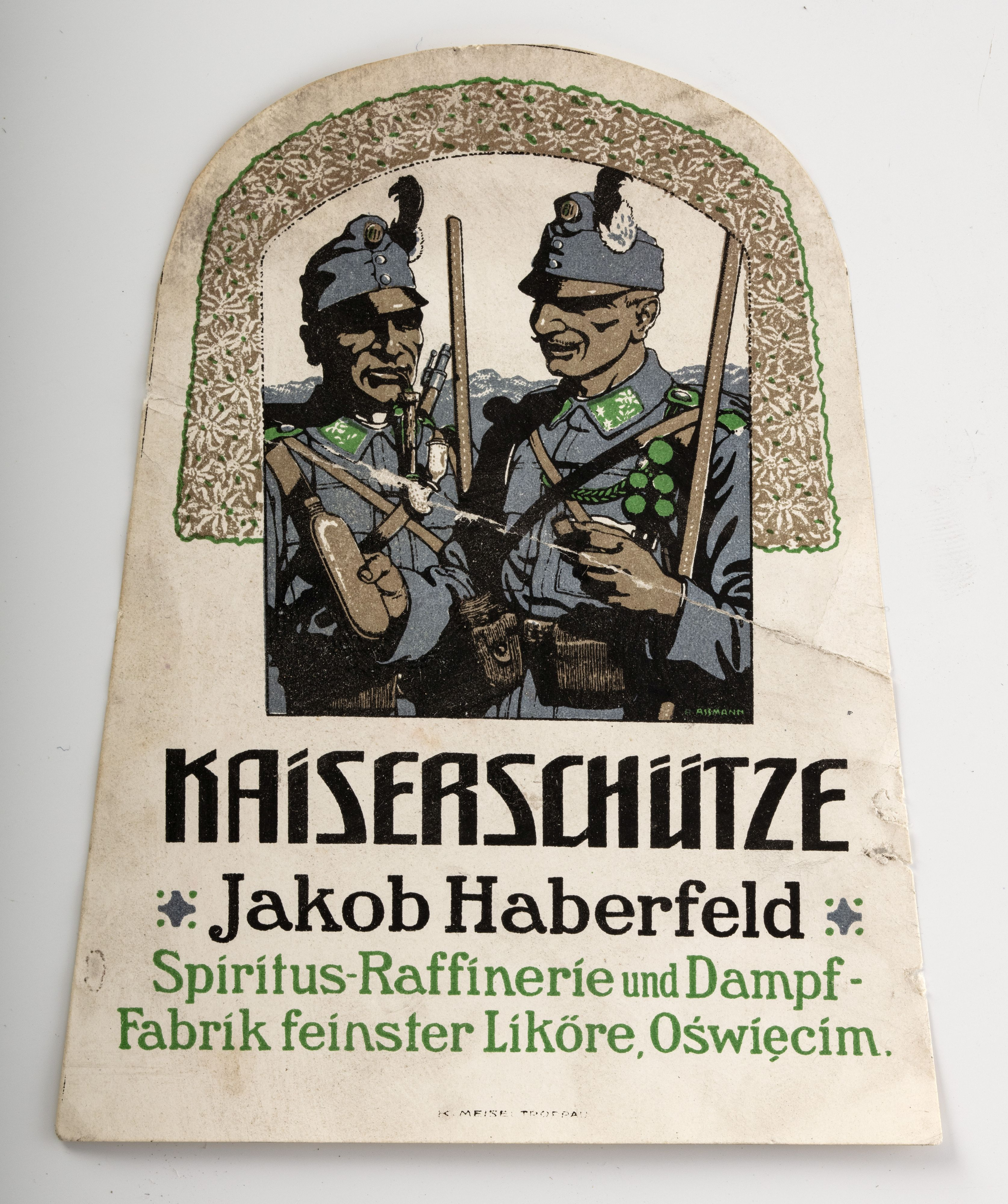
Etykieta na alkohol „Kaiserschütze” z fabryki Jakuba Haberfelda

W okresie okupacji niemieckiej fabryka została przejęta przez okupanta, a zarządcą komisarycznym (tzw. treuhänder) został Niemiec o nazwisku Handelmann. Niemcy posługiwali się wtedy nalepkami następującej treści: „Haberfeld unter Verwaltung Treuhändler”, a produkcja w tym okresie była kontynuowana na mniejszą skalę. Całe mienie fabryczne, jak i dom rodziny zostało nietknięte i przetrwało okres okupacji hitlerowskiej.
Po zakończeniu działań wojennych w 1945 roku dom i zabudowania fabryczne zostały przejęte przez Skarb Państwa. W latach 1945–1947 fabryka nosiła nazwę „Fabryka Jakuba Haberfelda pod zarządem państwowym”, a po roku 1947 posiadała m.in. nazwy: „Oświęcimskie Zakłady Przemysłu Terenowego. Przedsiębiorstwo Państwowe. Wytwórnia Wód Gazowanych”, „Wytwórnia Napojów Bezalkoholowych i Rozlewnia Piwa w Oświęcimiu”. Po 1989 roku rozlewnie poddano w stan upadłości, a zachowane jeszcze mienie fabryczne zostało rozgrabione. W 1992 roku odkryto zamurowaną piwnicę z kilkoma tysiącami butelek gotowych do rozpoczęcia produkcji. Decyzją z dnia 25.09.1995 r. kompleks fabryczny i dom rodzinny Haberfeldów został wpisany do rejestru zabytków województwa bielskiego. Do 2003 roku zabudowania fabryczne, jak i dom rodzinny Haberfeldów wysiedlone i nieremontowane popadły w ruinę. W 2003 roku podjęto decyzję o rozbiórce kamienicy i fabryki.

## Produkcja

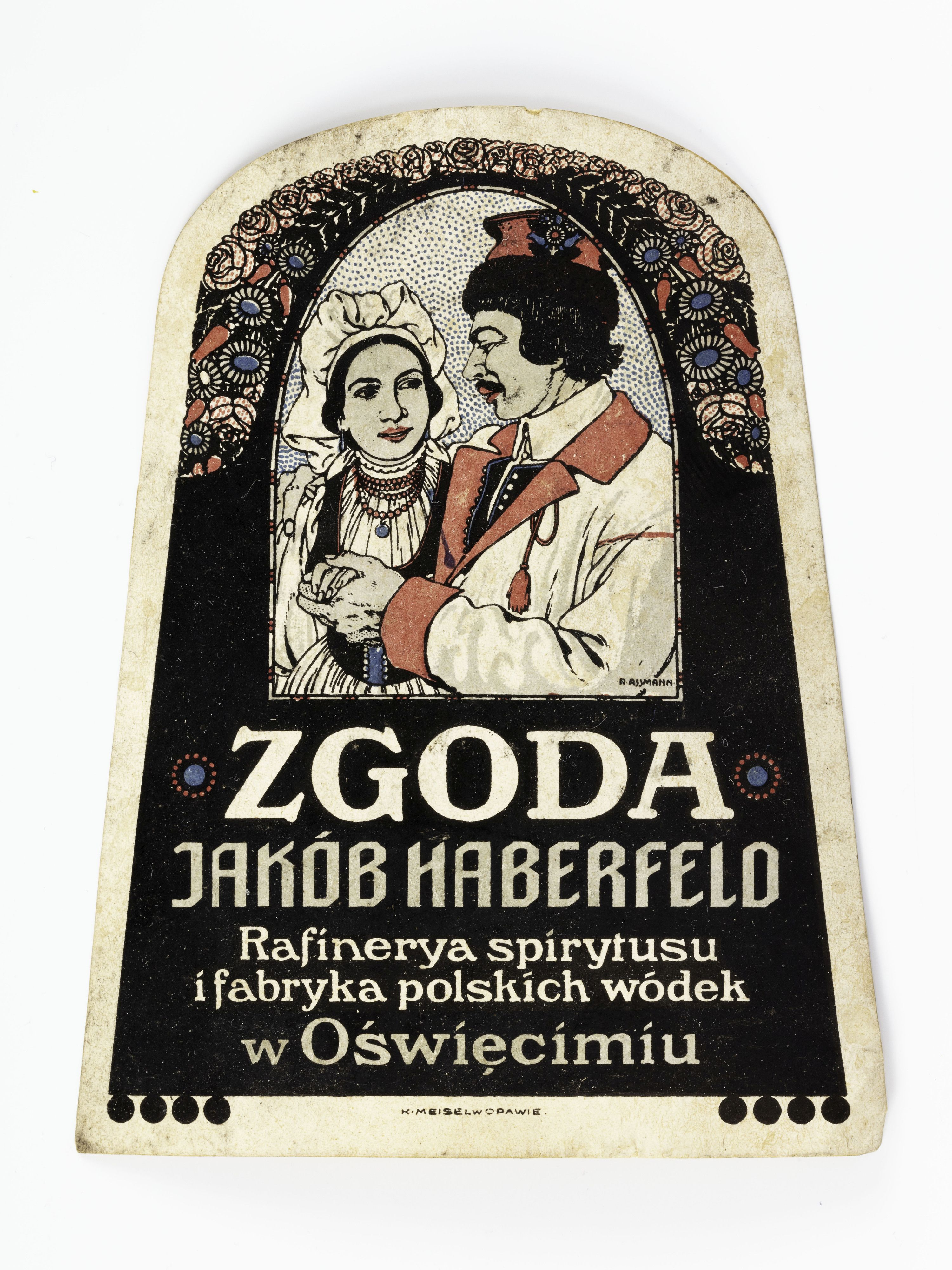
Etykieta trunku „Zgoda”

Trunki wykonywane były na bazie naturalnych soków. Wytwarzano i magazynowano je w piwnicach restauracji „Monopol”, która znajdowała się w domu rodzinnym przy terenie fabrycznym. Napoje wlewano do charakterystycznych, szklanych butelek firmowych oraz porcelanowych, zamawianych specjalnie w hutach. Do oranżad oraz wody sodowej używano butelek zamykanych porcelanowym korkiem. Wszystkie produkty fabryki opatrzone były oryginalnymi etykietami, które produkowano min. w Bielsku oraz w Opawie. Fabryka w swojej historii produkowała m.in. kilkadziesiąt gatunków wódek i likierów w kilkuset odmianach. Specjałami fabryki były „Magister”, „Basztówka” i „Zgoda”.

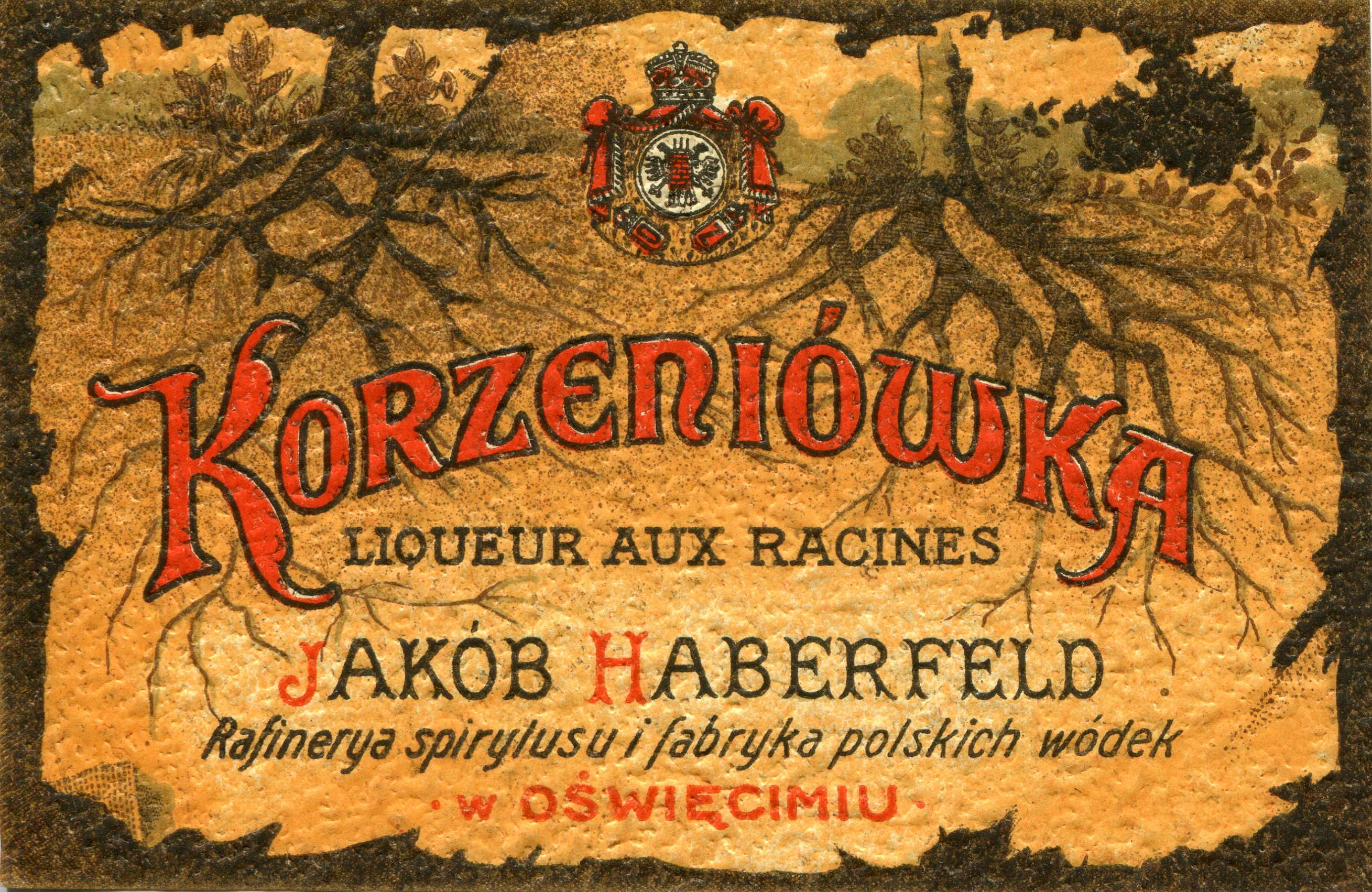
Etykieta z likieru korzennego Jakuba Haberfelda – „Korzeniówka”

Według kwestionariusza branżowego złożonego przez właścicieli w 1934 roku fabryka nosiła nazwę „Fabryka wódek i likierów i wytłocznia soków owocowych”, występowała jako spółka jawna. Zatrudniała w tym okresie dziesięciu pracowników, w tym dwóch umysłowych, sześciu fizycznych i dwóch jako zarządzających członów rodziny Haberfeldów. Kapitał zakładu wynosił w 1934 roku 272,000 złotych. W kwestionariuszu z 1935 roku fabryka wyszczególniła rodzaj produkowanych trunków: wódki gatunkowe, specjalności, wiśniówka. 
Oprócz alkoholi fabryka podała rodzaje wytwarzanych soków: malinowe, wiśniowe, borówkowe, jarzębinowe. Maksymalny osiąg produkcji na rok 1935 wynosił 50 tys. litrów, a wartość produkcji zamykała się w kwocie 100 tys. złotych. Zakład w tym czasie zwiększył również zatrudnienie do dwudziestu pięciu pracowników, w tym pięciu umysłowych, pięciu wykwalifikowanych i piętnastu niewykwalifikowanych. Kwestionariusz branżowy na rok 1938 ukazywał stabilną pozycję fabryki. Zatrudnionych w tym czasie było siedemnastu pracowników fabrycznych, w tym 10 mężczyzn i siedem kobiet. Zatrudnionych było również pięciu pracowników umysłowych. W sumie pracowało dwudziestu dwóch pracowników. Średnia płaca robotnika fizycznego wynosiła 750 zł, a umysłowego 2000 zł.
Fabryka poza sprzedażą artykułów w kraju eksportowała je również do takich krajów jak: Włochy, Austria, Niemcy, Węgry. Haberfeld wystawiał również swoje produkty na różnych wystawach zagranicznych, gdzie wyróżniano go dyplomami i medalami.

## Muzeum Wódki
30 czerwca 2019 roku na terenie dawnej Parowej Fabryki Wódek i Likierów Jakob Haberfeld otwarte zostało Muzeum Wódki, upamiętniające dorobek tej oświęcimskiej rodziny, ich wkład w rozwój przemysłu monopolowego zarówno w regionie, jak i w kraju. Muzeum ukazuje historię rodziny, która nie tylko wsławiła się na świecie jako znacząca marka wódek i likierów, ale również wybitne postacie dla miasta. Mało kto wie, że Alfons Haberfeld był jedynym oświęcimskim udziałowcem pierwszej polskiej fabryki samochodów „Oświęcim-Praga”, którymi jeździły takie sławy, jak Jan Kiepura czy Wojciech Kossak. Wznowiono także markę Jakob Haberfeld, wprowadzając sześć koszernych wódek i likierów, które powstają we współpracy z zakładem produkcyjnym Fundacji Rodzinny Nissenbaumów w Bielsku-Białej.
Wystawa to także opowieść o losach jednej z dwóch najbardziej wpływowych rodzin żydowskich w Oświęcimiu. Losach przerwanych dramatycznie przez wybuch II Wojny Światowej i zamordowanie w obozie zagłady w Bełżcu 5-letniej wówczas Franciszki Henryki Haberfeld.